# Chiesa di San Giovanni sub Castro
La chiesa di San Giovanni sub Castro è un luogo di culto anglicano sito a Lewes, in Inghilterra. La chiesa moderna, costruita su precedenti fondamenta dell'XI secolo, è uno dei principali edifici religiosi della città.

## Storia
L'esatta data di fondazione dell'antica chiesa è ignota, ma esisteva già attorno all'anno 1000, e alcune antiche sepolture rinvenute nella zona fanno sospettare presenza di luoghi di culto cristiani già attorno al IX secolo. Alcuni dei muri e degli archi più antichi della chiesa risalgono proprio al periodo anglosassone.
Nel 1121 la chiesa è per la prima volta attestata in maniera certa, in quanto passò sotto il controllo dei frati cluniacensi del vicino priorato di Lewes. Nel 1190 la chiesa, fino ad allora semplicemente "di San Giovanni", fu per la prima volta chiamata anche sub Castro, in riferimento al vicino castello di Lewes.
Almeno dal XIV secolo la chiesa fu governata da un rettore, ma di quelli precedenti alla riforma protestante si sa poco o nulla. Nel tardo medioevo San Giovanni sub Castro era la chiesa principale di Lewes, e fu ristrutturata e allargata con una nuova torre e una cancelleria. Durante la riforma protestante la chiesa fu oggetto di disputa tra cattolici e protestanti, entrambi desiderosi di possederla, e durante gli anni 1550 ebbe sette rettori diversi, che tuttavia la lasciarono comunque andare in rovina, tanto che già negli anni 1580 era quasi del tutto abbandonata. In questo periodo divenne proprietà dei puritani, e fu in parte restaurata da Thomas Underdown (che tuttavia abbatté la cancelleria e il monumento a Magnus). Nel 1635 vi fu una nuova ristrutturazione, e la chiesa divenne un luogo di culto dell'anglicanesimo.
Entro l'inizio del XIX secolo la chiesa era creduta dalle autorità cittadine ormai troppo angusta e antiquata per i bisogni dei fedeli, e nel 1839 fu quindi demolita e ricostruita in stile gotico inglese. Fu consacrata l'anno successivo, e i lavori completati costarono 3300 sterline. Nel 1970 fu designata dalla fondazione culturale English Heritage come un monumento di grado II.

## Architettura
La chiesa moderna, già al tempo della sua costruzione, venne definita non particolarmente notevole dal punto di vista estetico.

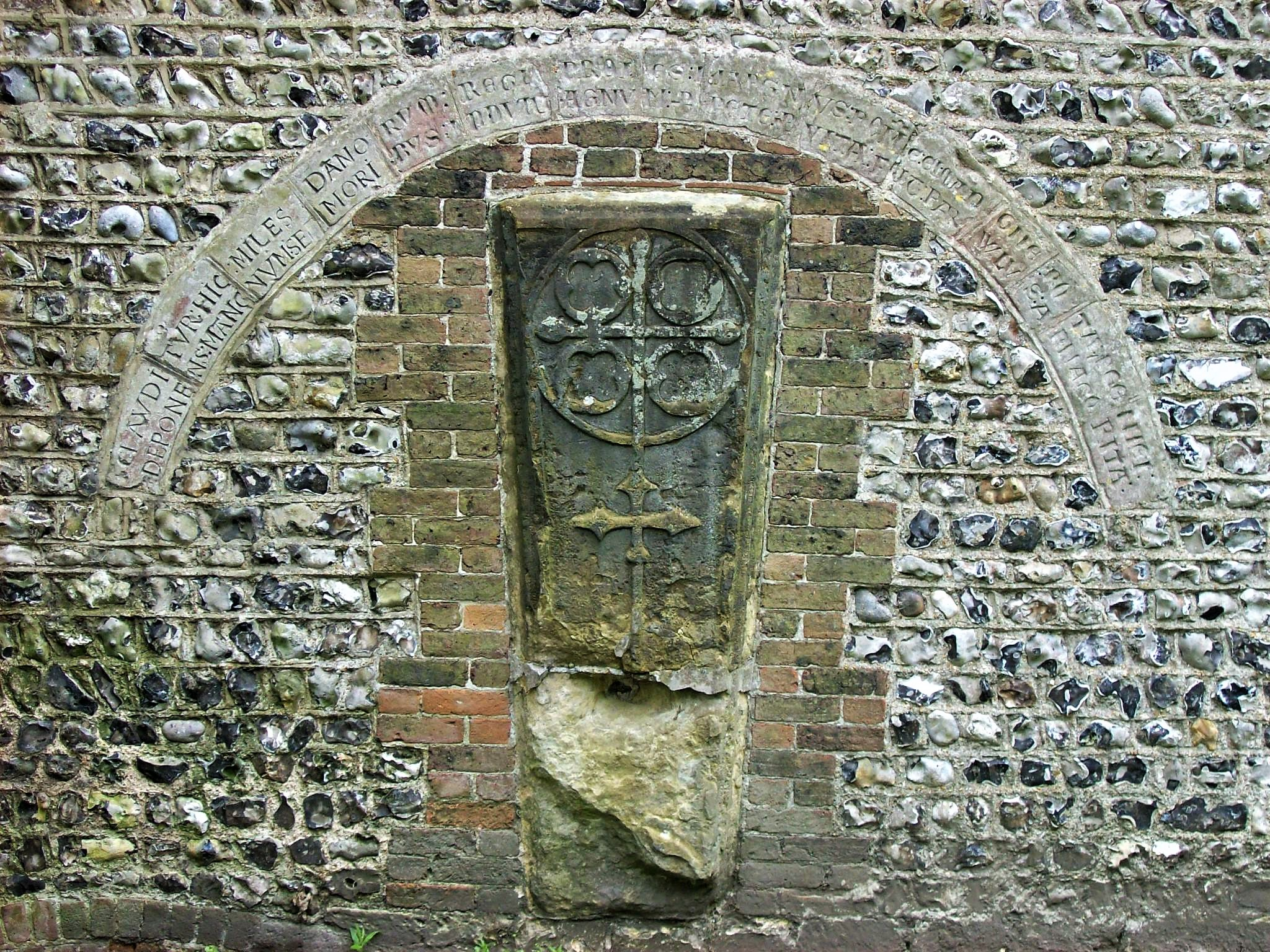
Il monumento a Magnus

### Monumento a Magnus
Nella parete esterna della chiesa è incastonato un monumento risalente alla fine dell'XI secolo, ornato da un'iscrizione in latino. Essa ricorda come un tale Magnus, guerriero vichingo appartenente alla famiglia reale danese, si fosse convertito e ritirato come anacoreta proprio a San Giovanni sub Castro. L'identità di Magnus è incerta, anche se per lo storico Frank Barlow si trattava probabilmente del principe Magnus del Wessex, figlio di re Aroldo II d'Inghilterra.
Il monumento, già esistente durante la prima età moderna, fu distrutto dai puritani per riutilizzarne la pietra, ma fu in parte ricostruito da un collezionista alcuni anni più tardi con la maggior parte delle componenti originarie e incastonato direttamente nella parete dell'edificio.

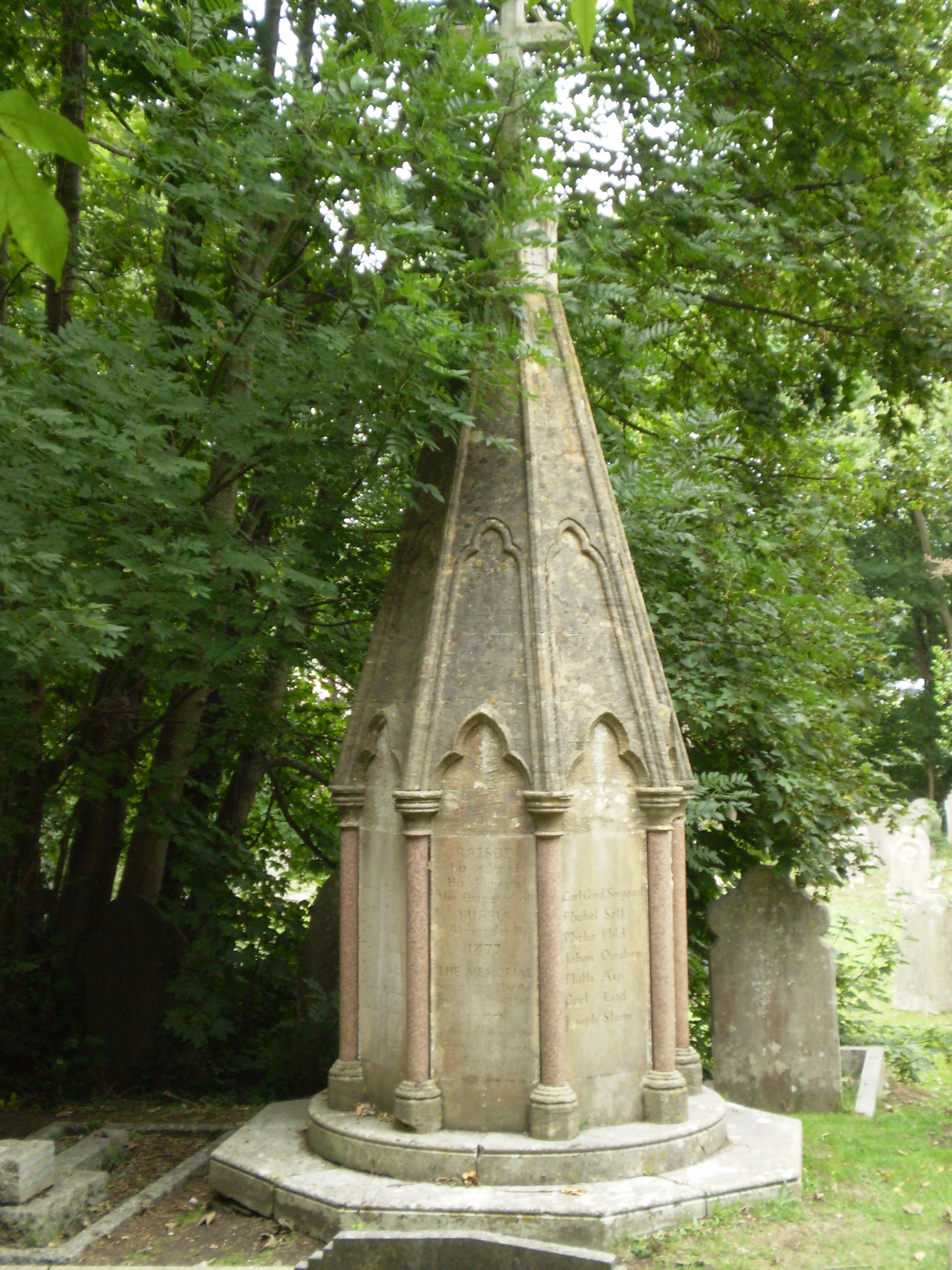
Il Monumento Russo

### Monumento Russo
Vicino alla chiesa è presente anche il Monumento Russo, costruito nel 1877 su commissione dello zar Alessandro II di Russia per ricordare 28 soldati dell'Impero russo catturati dai britannici durante la guerra di Crimea e morti nelle prigioni di Lewes.